# NGC 2676
NGC 2676 is een lensvormig sterrenstelsel in het sterrenbeeld Grote Beer. Het hemelobject werd op 24 november 1886 ontdekt door de Amerikaanse astronoom Lewis A. Swift.

## Synoniemen
- UGC 4627
- MCG 8-16-32
- ZWG 237.22
- NPM1G +47.0123
- PGC 24881